# Ignazio Cerasoli
Ignazio Giulio Giovanni Cerasoli (Capestrano, 1849 – Pescara, 1930) è stato un giornalista e scrittore italiano.

## Biografia
Cerasoli nacque a Capestrano (L'Aquila) nel 1849 e fu professore e giornalista, impegnato per tutta la vita nella promozione e diffusione della cultura.
Alla fine dell'Ottocento diresse le riviste di stampa scolastica “Il Corriere Scolastico” e “Gran Sasso” e collaborò con la rivista di Cascella “L'illustrazione abruzzese”, su cui scrivevano come collaboratori Gabriele d'Annunzio, Antonio De Nino, Gennaro Finamore. Quest’ultimo lo omaggerà con un omonimo personaggio in una delle sue novelle.
Fu scrittore a cavallo tra realismo e decadentismo dell'Abruzzo dell'Ottocento. Fu parte attiva nell'ambito culturale abruzzese assieme a nomi quali Basilio Cascella, Francesco Paolo Michetti e Gabriele D'Annunzio. Sue principali opere furono la raccolta “Novelle abruzzesi” e il romanzo “Poteva essere?”.
Nella sua villa di Castellamare Adriatico in via Garibaldi(attuale via de Amicis a Pescara) fonderà un circolo che darà voce alla fiorente attività artistica abruzzese dei primi anni del 1900. Mecenate e collezionista, ebbe modo di incrementare la collezione d’arte di famiglia. Sì sposerà infatti con la cugina di primo grado, della famiglia dei baroni Pezzi di Popoli, parte della cui collezione archeologica fu nucleo del primo museo archeologico peligno. 
Nel 1910 fondò la prima università popolare abruzzese a Castellamare Adriatico alla presenza del senatore Enrico Corradini.
Fu anche autore di pubblicazioni didattiche, tra cui programmi didattici e lezioni didattiche. 

## Opere
- I. Cerasoli, Novelle abruzzesi, Milano: Ambrosoli e C., 1880
- I. Cerasoli, Saggio d'un programma didattico ragionato: scuole elementari superiori, Aquila: Vecchioni, 1878
- I. Cerasoli, Brevi nozioni di geografia secondo i vigenti programmi governativi per le scuole elementari superiori, ordinate in nuova forma, Roma; Torino: G. B. Paravia e Comp., 1880
- I. Cerasoli, Poteva essere? : abbozzo d'un romanzo, Aquila: Vecchioni, 1878
- I. Cerasoli, Brevi nozioni di geografia secondo I vigenti programmi governativi per la Quarta classe elementare, Lanciano: R. Carabba Tip. Edit., 1902
- I. Cerasoli, Brevi nozioni di geografia secondo I vigenti programmi governativi per la Quinta classe elementare, Lanciano: R. Carabba Tip. Edit., 1902
- I. Cerasoli, Ai campi! : lezioncine d'agricoltura teorico pratiche scritte pei coloni per le scuole serali e festive degli adulti ed elementari superiori armonizzate coi programmi governativi: parte prima, Aquila: B. Vecchioni, 1879